# Jai Courtney
Jai Stephen Courtney, född 15 mars 1986 i Sydney, New South Wales, är en australisk skådespelare.

## Filmografi (urval)
- 2010 – Spartacus (TV-serie) - Varro
- 2012 – Jack Reacher - Charlie
- 2013 – A Good Day to Die Hard - John "Jack" McClane, Jr.
- 2014 – I, Frankenstein - Gideon
- 2014 – Divergent - Eric Coulter
- 2015 – Insurgent - Eric Coulter
- 2015 – Terminator: Genisys - Kyle Reese
- 2016 – Suicide Squad - George "Digger" Harkness / Captain Boomerang
- 2025 – American Primeval (TV-serie)
- 2025 – Dangerous Animals